# Florian Reichssiegel
Florian Reichssiegel, gelegentl. auch Reichsiegel OSB (* 26. Dezember 1735 in Salzburg; † 15. März 1793 in Dornbach bei Wien) war ein österreichischer Mönch und Schriftsteller.

## Leben
Über die Kindheit und Jugend Reichssiegels ist recht wenig bekannt. Er studierte in Salzburg Philosophie und Theologie und schloss sein Studium 1754 ab. Noch im selben Jahr ging er als Novize ins Benediktinerkloster Sankt Peter in Salzburg. Dort legte er 1755 das Ordensgelübde ab und empfing 1759 die Priesterweihe.
Ab 1760 wirkte Reichssiegel als Prediger an der Stiftskirche und als Sekretär in der Verwaltung. Aushilfsweise war er als Lehrer tätig. In den Jahren 1761 bis 1766 wirkte er als Professor am Gymnasium in Salzburg und anschließend bis 1775 als dessen Präfekt.
1775 legte Reichssiegel alle schulischen Ämter nieder und widmete sich verstärkt der Seelsorge. Er war in mehreren Ortschaften und Pfarreien, die dem Stift St. Peter zugehörig waren, tätig.
Seine letzte Wirkungsstätte war Dornbach bei Wien. Dort starb Florian Reichssiegel am 15. Mai 1793 im Alter von 58 Jahren.

## Werke (Auswahl)
- Eliezer. 1766.
- Pietas in patriam. 1771.
  - Deutsch: Hermann, ein Beispiel der Liebe zum Vaterlande. 1773.
- Die Hochzeit auf der Alm. 1769.
- Die Hochzeit in der Weinlese. 1787.
- Pietas christiana. 1770.
  - Deutsch: Titus, der standhafte Christ. 1774.
- Die Wahrheit der Natur in den drei irdischen Grazien. 1763.